# Зарубина, Татьяна Васильевна
Татьяна Васильевна Зарубина (род. 17 июня 1957 года) — российский учёный-медик, специалист в области медицинской кибернетики и информатики, член-корреспондент РАН (2022).

## Биография
Родилась 17 июня 1957 года.
В 1980 году окончила отделение медицинской кибернетики медико-биологического факультета 2-го МОЛГМИ имени Н. И. Пирогова.
После окончания ВУЗа работает там же: ассистент кафедры медицинской кибернетики, старший научный сотрудник ПНИЛ разработки медицинских информационных систем, профессор кафедры медицинской кибернетики, с 1 сентября 2002 года — заведующая кафедрой медицинской кибернетики и информатики.
В 1989 году защитила кандидатскую диссертацию на тему «Автоматизированный контроль состояния гемодинамики в интенсивной терапии».
В 1998 году защитила докторскую диссертацию на тему «Управление состоянием больных перитонитом в раннем послеоперационном периоде».
С 2014 по 2020 годы — заместитель директора по информатизации в здравоохранении, в настоящее время — советник научного руководителя ФГБУ ЦНИИОИЗ Минздрава России по совместительству.
Главный внештатный специалист Минздрава России по информационным системам в здравоохранении.
В 2022 году избрана членом-корреспондентом РАН от Отделения медицинских наук.

## Научная деятельность
Специалист в области медицинской кибернетики и информатики.
Врач-кибернетик с опытом разработки медико-технологических систем, автоматизированных рабочих мест медицинских работников, систем поддержки принятия решений врача и специалиста по управлению здравоохранением, реализующий на практике цикл «наука — проектирование — внедрение». Была ответственным исполнителем и руководителем разработок при проектировании МИС для здравоохранения г. Москвы (до 2004 г.); при создании информационно-технологических систем, баз данных (системы мониторинга здоровья населения, системы интенсивной терапии и функциональной диагностики).
Автор более 270 научных работ, в том числе 2 учебника, 5 монографий, 10 сертификатов и свидетельств на программные средства, патенты, методические пособия, сборники под редакцией.
Преподавала курсы «ЭВМ и программирование», «Системный анализ и организация здравоохранения», читает лекции по проектированию медицинских информационных систем (МИС) для студентов 5 курса отделения медицинской кибернетики; по современной классификации МИС, электронному здравоохранению студентам лечебного и педиатрического факультетов в курсе «Медицинская информатика».
Под её руководством защищено 5 докторских и 18 кандидатских диссертаций.
Заместитель главного редактора журнала «Врач и информационные технологии», член редколлегий и редсоветов ещё 5 других профессиональных научных изданий.

## Награды
- Медаль «В память 850-летия Москвы»
- Почётная грамота Министерства здравоохранения и социального развития Российской Федерации
- Международная медаль «За заслуги в развитии информационного общества»
- Международная медаль имени С. А. Гаспаряна
- Нагрудный знак «Отличник здравоохранения»